# Tropiduridae
Tropiduridae — родина ігуанідових ящірок. Родина іноді вважається підродиною Tropidurinae. Ця група походить з Південної Америки, включаючи острови Тринідад і Галапагоси. Широко відомі як неотропічні наземні ящірки, більшість з них є наземними тваринами, і підродина включає деяких ящірок, пристосованих до відносно холодного клімату, включно з кліматом гір Анд і Вогняної Землі. Кілька видів живородні.
Дослідження 2021 року описало нову залозу генерації пластинчастого типу («α-залозу») у тропідуринах, знайдену щонайменше у 39 видів. Вважається, що ця залоза є основним потенційним джерелом семіохімічних речовин у цій групі, що вказує на її важливість у передачі хімічних сигналів, важливому компоненті комунікаційної системи ящірок.

## Роди
Родина Tropiduridae містить вісім таких родів:
- Eurolophosaurus Frost, Rodrigues, T. Grant & Titus, 2001
- Microlophus A.M.C. Duméril & Bibron, 1837 (іноді в Tropidurus)
- Plica Gray, 1830
- Stenocercus A.M.C. Duméril & Bibron, 1837
- Strobilurus Wiegmann, 1834
- Tropidurus Wied-Neuwied, 1824 (у т. ч. Platynotus, Tapinurus)
- Uracentron Kaup, 1827 (іноді в Tropidurus)
- Uranoscodon Kaup, 1825